# Emerich z Leiningenu
Emerich z Leiningenu, či též Emerich z Flonheimu byl nižším hrabětem z Porýní a jednou z hlavních osobností německé lidové křížové výpravy roku 1096.
Emerich pocházel z franckého šlechtického rodu Emerichovců, známého již od 9. století. Příslušníci rodu byli vazaly Sálské dynastie a později dědičná hrabata z Nahegau.
Myšlenka křížové výpravy se zrodila roku 1095 na koncilu v Clermontu, kde ji vyhlásil papež Urban II. Papežská výzva tlumočená různými lidovými kazateli mezi prostými lidmi přerostla v masové lidové hnutí, které se zcela spontánně vydalo na křížovou výpravu do Svaté země. Největší skupinu lidových křižáků-poutníků vedl Petr Poustevník. Jeho kázání o druhém příchodu Krista na zemi zřejmě ovlivnilo Emerichovo vlastní kázání o tom, jak se mu Kristus zjevil a slíbil mu, že pokud pro křesťanství získá evropské Židy, Kristus Emerichovi dá císařskou korunu.
Během počátku roku 1096 Emerich shromáždil armádu neozbrojených poutníků a několika rytířů, která v květnu 1096 vytáhla směrem k městu Špýr. Emerich a jeho přívrženci v několika oddělených skupinách také dorazili do Wormsu, Mohuče, Cologne, Trieru a Metzu, kde násilím donutili některé místní Židy konvertovat ke křesťanství a zabili ty, kteří odmítli.
Emerichovy pogromy byly motivovány finančně - potřeboval spoustu peněz k zajištění své výpravy. Židé byli bohatou komunitou obchodníků, křesťanskými obyvateli neoblíbeni jako „národ, který ukřižoval Krista“, navíc se o Židech všeobecně vědělo, že ve válce křesťanů s muslimy podporují muslimy. Židé v porýnských městech se snažili vykoupit si zlatem své životy. Emerich zlato vždy přijal, ale poté vždy nechal Židy povraždit, navzdory snaze místních církevních hodnostářů Židy ochránit. Židé často v hrůze před Emerichovými křižáky páchali sebevraždy, než by se nechali pokřtít nebo brutálně zabít.
Emerichova skupina táhla Německem až k Dunaji, až dorazila na uherské hranice. Uherský král Koloman, který se obával drancování a pogromů na svém území se rozhodl zakázat Němcům vstup do Uherska. Emerich se proto pokusil cestu si vynutit násilím a zaútočil na uherskou pohraniční posádku bránící most přes Dunaj. Maďaři je odrazili, tak po šesti týdnech křižáci postavili vlastní most a dostali se na uherskou stranu. Zde Maďary zahnali do města Wiesselburg, které křižáci následně oblehli. Poté se ale mezi Němci rozšířila jakási neznámá zvěst, která vyvolala paniku. Maďaři pak podnikli výpad a většinu Němců pozabíjeli a nějaké zajali. Do bezpečí se podařilo dostat jen zlomku z celé výpravy, Emerich byl mezi nimi.
Emerich se poté vrátil domů ke své rodině.